# Silene melanopotamica
Silene melanopotamica là loài thực vật có hoa thuộc họ Cẩm chướng. Loài này được Pedersen miêu tả khoa học đầu tiên.